# Kepanjen (Jombang)
Kepanjen is een bestuurslaag in het regentschap Jombang van de provincie Oost-Java, Indonesië. Kepanjen telt 7672 inwoners (volkstelling 2010).